# Pattison
Pattison – miasto w Stanach Zjednoczonych, w stanie Teksas, w hrabstwie Waller.